# Furioso II
Furioso II (né Vertuoso en 1965, mort en 1986) est l'un des étalons de sport les plus influents du XXe siècle. Les descendants de ce Selle français de souche Anglo-normande continuent à briller au plus haut niveau en saut d'obstacles.

## Histoire
Il naît en 1965 sous le nom de Vertuoso, à l'élevage de Henri Lemoine Ecajeul. Il est importé en 1968 en Allemagne par George Vorwerk, éleveur de chevaux Oldenbourg. Sa mère, Dame de Ranville, a produit plusieurs grands chevaux, dont Mexico, Laeken, Jexico de Parc et Heur de Bratand. L'étalon est approuvé pour le stud-book Oldenbourg en 1967, et remporte son test de 100 jours effectué en 1968 à Westercelle. Il se révèle incroyablement influent sur la race Oldenbourg, qui se ressource en lignées paternelles d'origine Pur-sang pour introduire un type plus moderne de cheval de sport, sans pour autant tomber dans le modèle du Pur-sang. Furioso II a ensuite été approuvé pour les stud-books Hanovrien, Rhénan sang chaud et Westphalien.
Furioso II meurt en 1986, à cause de coliques.

## Descendance
Furioso II est le meilleur étalon reproducteur d'Allemagne entre 1979 et 1989, en se basant sur les gains de ses descendants. En 1990, il est le premier producteur de chevaux de dressage. Durant sa vie, l'étalon a produit plus de 200 juments de première qualité et au moins 70 de ses fils sont approuvés, y compris :
- Mexico : père de 20 fils approuvés et de nombreux chevaux de saut d'obstacles
- FBI : champion de saut d'obstacles
- Heisman : quatrième aux Jeux olympiques de Barcelone en saut d'obstacles, cheval de l'année aux États-Unis
- For Pleasure : médaille d'or de saut d'obstacles aux jeux olympiques d'Atlanta et de Sydney, cheval allemand de l'année en 1995 et 1996
- Voltaire : père de 33 fils approuvés en saut d'obstacles, y compris Finesse et Altaire
- Cocktail : cheval de Grand Prix de dressage cheval monté par Anky van Grunsven, père de Jazz

Il est également visible dans les lignes, par son petit-fils Welt As, Bonfire et STC diamant